# Antigonia rubescens
Antigonia rubescens is een  straalvinnige vissensoort uit de familie van evervissen (Caproidae). De wetenschappelijke naam van de soort is voor het eerst geldig gepubliceerd in 1860 door Günther.